# Reactor de Pruebas Avanzado

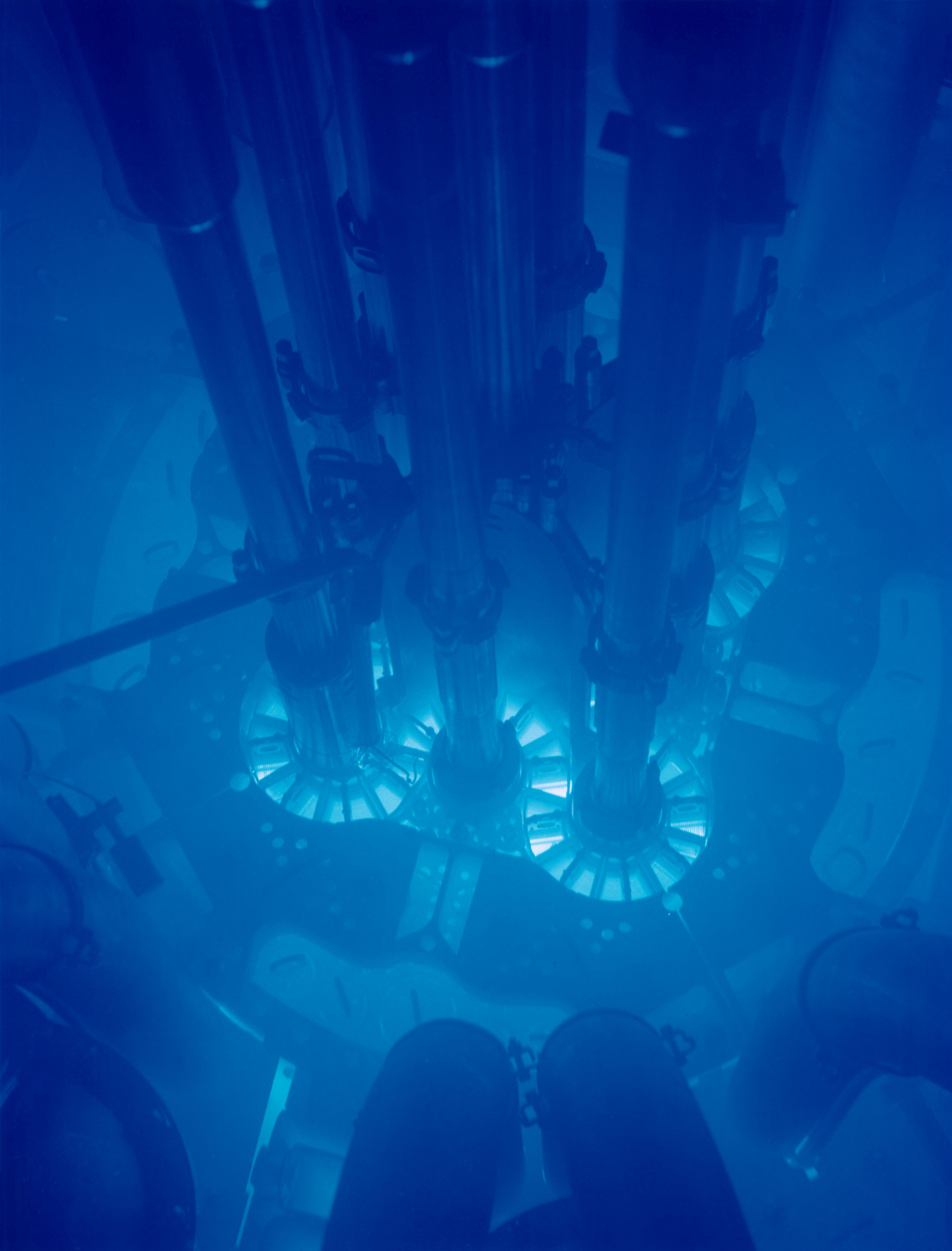
Imagen del núcleo del Reactor de Pruebas Avanzado en forma de trébol de cuatro hojas.

El Reactor de Pruebas Avanzado (por sus siglas en inglés, ATR: Advanced Test Reactor) es un reactor de investigación del laboratorio Nacional de Idaho (Idaho National Engineering and Environmental Laboratory INEEL). El ATR fue puesto en funcionamiento en 1967 con el objetivo principal de realizar pruebas de materiales y combustibles para el Programa de Reactores Navales de Estados Unidos. Es el reactor experimental de potencia más alta actualmente en operación en Estados Unidos. 

## Descripción del reactor
Como se mencionó anteriormente, el ATR se puso en marcha en 1967, y aunque ha estado operando desde entonces, se espera que se mantenga operativo hasta el año 2050. El ATR se diseñó para permitir evaluar los efectos de la radiación intensa en muestras de materiales, especialmente en combustibles nucleares. El principal usuario de este reactor durante su vida útil ha sido el Programa de Reactores Navales del Departamento de Energía de Estados Unidos. Además el ATR se utiliza para la producción de radioisótopos para aplicaciones médicas, industriales, medioambientales, agriculturales y de investigación. El ATR ha producido una gran parte del radioisótopo 192Ir, utilizado como fuente comercial de radiografía, y del radioisótopo 60Co para aplicaciones médicas. 
Este reactor es el tercero de una serie de reactores diseñados para probar los materiales que se utilizarán en otros reactores, sean prototipos o a gran escala. Se diseñó para funcionar con una potencia máxima de 250 MWt y tiene un arreglo de su combustible en forma de "Trébol de Cuatro Hojas" que permite una gran cantidad de posiciones para experimentos. Sus características le permiten controlar diferentes flujos en varios lugares y sus sistemas especializados también permiten que determinados experimentos se puedan realizar a sus propias temperaturas y presiones. El arreglo de elementos combustibles curvos en forma de trébol permite posicionar el combustible mucho más cerca que lo que es posible, por ejemplo, en núcleos con arreglo rectangular de sus combustibles.
El ATR tiene un dispositivo de control único que permite utilizar grandes diferencias de potencia entre las nueve trampas de flujo. El ATR usa una combinación de cilindros y barras de control. Los cilindros de control rotan sobre su eje, acercando o alejando del núcleo placas de hafnio. Las barras se insertan, y pueden moverse, verticalmente individualmente para ajustar la potencia.
El núcleo del ATR utiliza uranio altamente enriquecido y puede alcanzar una potencia térmica máxima de 250 MWt con un flujo térmico no perturbado de {\displaystyle 10^{15}{\frac {n}{cm^{2}s}}}. Si bien el ATR es capaz de funcionar a su máxima potencia, el reactor ha sido solo ocasionalmente operado a potencias superiores a 110 MWt.
La disponibilidad operacional del reactor es del 75% excepto durante los recambios de internos del núcleo. Estos recambios requieren de varios meses cada períodos de 8 a 10 años.
| REACTOR                                                |                                 |
| Potencia térmica                                       | 250 MWt                         |
| Densidad de potencia                                   | 1 MW/Litro                      |
| Flujo neutrónico térmico máximo                        | 1.0x1015 n/cm²-s                |
| Flujo neutrónico rápido máximo                         | 5.0x1014 n/cm²-s                |
| Cantidad de trampas de flujo                           | 9                               |
| Cantidad de posiciones para experimentos               | 68                              |
| NÚCLEO                                                 |                                 |
| Cantidad de elementos combustibles                     | 40                              |
| Longitud activa de los elementos combustibles          | 1.2 m (4 ft)                    |
| Número de placas combustibles por elemento combustible | 19                              |
| Contenido de 235U en un elemento combustible           | 1.075 kg                        |
| Carga total de combustible en el núcleo                | 43 kg                           |
| REFRIGERANTE                                           |                                 |
| Presión de diseño del circuito                         | 2.7 MPa                         |
| Temperatura de diseño del circuito                     | 115 °C                          |
| Refrigerante                                           | Agua liviana                    |
| Caudal de refrigerante máximo                          | 3.09 m³/s                       |
| Temperatura del refrigerante                           | <52 °C (entrada) 71 °C (salida) |

## Instalaciones de irradiación y utilización
El ATR se diseñó para proporcionar posiciones para la irradiación de gran volumen y alto flujo neutrónico. El núcleo se compone de una única configuración curvilínea de los elementos combustibles en forma de trébol de cuatro hojas. Esta configuración del núcleo proporciona nueve trampas de flujo de alta intensidad y 68 posiciones de irradiación dentro del tanque del reflector del reactor, cada una de las cuales permite alojar múltiples experimentos. El ATR tiene, además, otras 34 posiciones de flujo bajo que están ubicadas en dos cápsulas de irradiación que se encuentran fuera del núcleo del reactor.
Las cuatro trampas de flujo ubicadas en los lóbulos del núcleo del reactor (esquemáticamente serían las posiciones que corresponden a los pétalos del trébol), están prácticamente rodeadas de combustible, al igual que la posición que se encuentra ubicada en el centro del núcleo. Hay otras cuatro trampas de flujo ubicadas en los lóbulos que quedan del lado externo del núcleo que se encuentran rodeadas de combustible en tres de sus lados.
Estas instalaciones de irradiación permiten que los efectos sobre un material de años de irradiación en un reactor de potencia típico pueda ser reproducido en meses o incluso semanas en el ATR. Dentro de algunos límites, el nivel de potencia en cada lóbulo puede controlarse independientemente.
En el ATR se pueden realizar tests en tres tipos de instalaciones experimentales:
- Circuitos de agua presurizada instalados en algunas de las trampas de flujo que replican una gran variedad de condiciones de reactores.
- Experimentos instrumentados capaces de proporcionar medidas en tiempo real y con temperatura y atmósfera controladas en las cápsulas del experimento.
- Cápsulas de irradiación simples para ser irradiadas en posiciones ubicadas en el reflector o en el núcleo.